# Agathia prasina
Agathia prasina là một loài bướm đêm trong họ Geometridae.